# Jean-Baptiste Personne
Jean-Baptiste Personne est un homme politique français né le 10 avril 1744 à Fiefs (Pas-de-Calais) et mort le 2 juillet 1812 à Saint-Omer (Pas-de-Calais).
Procureur à Saint-Omer, il est député du Pas-de-Calais à la Convention, siégeant avec les modérés et votant la détention de Louis XVI. Arrêté avec les Girondins, il retrouve son siège en frimaire en an III. Il passe au Conseil des Anciens le 22 vendémiaire an IV, y siégeant jusqu'en l'an VII. Il est ensuite vice-président du tribunal de Saint-Omer.

## Sources
- « Jean-Baptiste Personne », dans Adolphe Robert et Gaston Cougny, Dictionnaire des parlementaires français, Edgar Bourloton, 1889-1891 [détail de l’édition]